# Hockey Club Suelli
L'Hockey Club Suelli è stata una squadra di hockey su prato sarda nata nel 1988 a seguito di alcuni tornei scolastici e dell'interessamento di due tecnici cagliaritani, radicati nel territorio della Trexenta.
Inizia le proprie attività tramite le squadre giovanili, ha vinto quasi tutti i titoli italiani nelle varie categorie giovanili maschili.
Nella stagione sportiva 2007/08 la squadra maschile culmina il proprio successo vincendo la Coppa Italia, primo e unico titolo nazionale maggiore presente al Palmares della società.
Attualmente alcuni ragazzi della squadra sono titolari nella nazionale italiana.
Dal novembre 2015 la squadra è rimasta senza campo di gioco a causa di una controversia con il Comune di Suelli.
A seguito di una lunga serie di vicissitudini legate all'assenza di campo, la società HC Suelli, cessa di esistere nel 2021, confluendo nella società Hockey Team Sardegna, che ne conserva i titoli sportivi, nata da un progetto comune con la società prese Hockey Team Uras.

## Palmarès

### Maschile
- Coppa Italia: 1

2007-2008
- Campionato italiano under 14: 1

1992/93
- Campionato italiano under 18: 2

1997/98, 1998/99
- Campionato italiano Under 21: 1

2007/08
- Campionato italiano Indoor Under 16: 1

1995/96 (girone Sud)

### Femminile
- Campionato italiano Under 14: 1

2002/03